# Karpokrates
Karpokrates von Alexandria (1. Hälfte des 2. Jahrhunderts) war der Gründer der gnostisch-christlichen Gruppe der Karpokratianer, die in Rom nach ihrer dortigen Führerin Marcellina auch als Marcellianer bezeichnet wurden.
Ob Karpokrates eine historische Person ist, ist umstritten. In Bezug auf die Überlieferung durch Celsus wird Karpokrates auch mit Harpokrates gleichgesetzt.

## Leben
Über das Leben des Karpokrates ist so wenig bekannt, dass viele Autoren zweifeln, ob es sich bei ihm um eine historische Person handelt.
Bei Irenäus sind keine Angaben zur Person des Karpokrates zu finden.
Klemens von Alexandria berichtet, dass Karpokrates aus Alexandria stamme, dass er mit einer von der Insel Kefalonia gebürtigen Alexandreia verheiratet gewesen sei, und dass er einen Sohn namens Epiphanes habe, der ebenfalls Führer der Karpokratianer gewesen und mit 17 Jahren gestorben sei.
Die Chronik des Michael Syrus datiert Karpokrates auf die erste Hälfte des 2. Jahrhunderts.

## Lehre
Die früheste und ausführlichste Beschreibung über die Lehre des Karpokrates stammt von Irenäus (Adversus haereses I, 25,1–6). Selbst wenn man seine Existenz als gesichert annimmt, wäre es schwierig, etwas Verlässliches über seine ureigene Lehre zu sagen, da auch Irenäus die Aussagen des Karpokrates nicht von denen seiner Anhänger und Nachfolger trennt.

## Karpokratianer
Nach Origenes wurde die Lehre der Karpokratianer in der Zeit von Bischof Anicetus (ca. 154–166) von einer Frau namens Marcellina nach Rom gebracht, die auch in Rom die Führerin der Karpokratianer gewesen sei. Irenäus berichtet, dass diese Gruppe nach ihrer Führerin auch Marcellianer genannt würden und dass sie sich als Gnostiker bezeichneten.
Die Karpokratianer in Alexandria sind vermutlich im Jahr 202 während der Christenverfolgung unter Septimius Severus vernichtet worden.